# Listă de filme britanice din 1968
Aceasta este o listă de filme britanice din 1968:

## Lista
| Titlu                                    | Regizor                      | Distribuție                                                                 | Gen                 | Note |
| ---------------------------------------- | ---------------------------- | --------------------------------------------------------------------------- | ------------------- | --- |
| 2001: A Space Odyssey                    | Stanley Kubrick              | Keir Dullea, Gary Lockwood, William Sylvester                               | Science fiction     | |
| All Neat in Black Stockings              | Christopher Morahan          | Victor Henry, Susan George                                                  | Comedy              | |
| Amsterdam Affair                         | Gerry O'Hara                 | Wolfgang Kieling, William Marlowe, Catherine Schell                         | Crime               | |
| The Anniversary                          | Roy Ward Baker               | Bette Davis                                                                 | Drama               | |
| Assignment K                             | Val Guest                    | Stephen Boyd, Michael Redgrave                                              | Thriller            | |
| Attack on the Iron Coast                 | Paul Wendkos                 | Lloyd Bridges, Andrew Keir                                                  | War                 | |
| Baby Love                                | Alastair Reid                | Ann Lynn, Keith Barron, Linda Hayden, Diana Dors                            | Drama               | |
| Berserk!                                 | Jim O'Connolly               | Joan Crawford, Diana Dors                                                   | Thriller            | |
| Les Bicyclettes de Belsize               | Douglas Hickox               | Judy Huxtable, Anthony May                                                  | Musical             | Short film |
| The Birthday Party                       | William Friedkin             | Robert Shaw, Patrick Magee                                                  | Drama               | |
| The Bliss of Mrs. Blossom                | Joseph McGrath               | Shirley MacLaine, Richard Attenborough                                      | Comedy              | |
| The Blood Beast Terror                   | Vernon Sewell                | Peter Cushing, Robert Flemyng                                               | Horror              | |
| The Blood of Fu Manchu                   | Jesús Franco                 | Christopher Lee, Richard Greene                                             | Crime               | |
| The Bofors Gun                           | Jack Gold                    | Nicol Williamson, Ian Holm                                                  | Drama               | |
| Boom!                                    | Joseph Losey                 | Elizabeth Taylor, Richard Burton                                            | Drama               | |
| Carry On... Up the Khyber                | Gerald Thomas                | Sid James, Kenneth Williams, Joan Sims                                      | Comedy              | Number 99 in the list of BFI Top 100 British films |
| The Charge of the Light Brigade          | Tony Richardson              | Trevor Howard, Vanessa Redgrave                                             | War                 | |
| Chitty Chitty Bang Bang                  | Ken Hughes                   | Dick Van Dyke, Sally Ann Howes                                              | Fantasy             | |
| The Committee                            | Peter Sykes                  | Arthur Brown, Paul Jones                                                    | Drama               | |
| Corruption                               | Robert Hartford-Davis        | Peter Cushing, Sue Lloyd                                                    | Horror              | |
| Curse of the Crimson Altar               | Vernon Sewell                | Christopher Lee, Boris Karloff                                              | Horror              | |
| A Dandy in Aspic                         | Anthony Mann                 | Laurence Harvey, Tom Courtenay                                              | Spy/thriller        | |
| Deadfall                                 | Bryan Forbes                 | Michael Caine, Eric Portman                                                 | Crime thriller      | |
| The Devil Rides Out                      | Terence Fisher               | Christopher Lee, Charles Gray                                               | Horror              | |
| Diamonds for Breakfast                   | Christopher Morahan          | Marcello Mastroianni, Rita Tushingham                                       | Comedy              | |
| Dracula Has Risen from the Grave         | Freddie Francis              | Christopher Lee, Rupert Davies                                              | Horror              | |
| Duffy                                    | Robert Parrish               | James Coburn, James Mason, James Fox                                        | Comedy/crime        | Co-production with the US |
| The Fiction Makers                       | Roy Ward Baker               | Roger Moore, Sylvia Syms                                                    | Adventure           | |
| The Fixer                                | John Frankenheimer           | Alan Bates, Dirk Bogarde                                                    | Drama               | |
| The Girl on a Motorcycle                 | Jack Cardiff                 | Marianne Faithfull, Alain Delon                                             | Drama               | |
| Great Catherine                          | Gordon Flemyng               | Peter O'Toole, Jeanne Moreau                                                | Comedy              | |
| The Hand of Night                        | Frederic Goode               | William Sylvester, Diane Clare                                              | Horror              | |
| Hostile Witness                          | Ray Milland                  | Ray Milland, Sylvia Syms                                                    | Drama               | |
| Hot Millions                             | Eric Till                    | Peter Ustinov, Karl Malden, Maggie Smith, Bob Newhart                       | Comedy              | |
| if....                                   | Lindsay Anderson             | Malcolm McDowell, David Wood                                                | Counterculture      | Number 12 in the list of BFI Top 100 British films |
| Inadmissible Evidence                    | Anthony Page                 | Nicol Williamson, Eleanor Fazan                                             | Drama               | |
| Inspector Clouseau                       | Bud Yorkin                   | Alan Arkin, Frank Finlay                                                    | Comedy              | |
| Interlude                                | Kevin Billington             | Oskar Werner, Barbara Ferris                                                | Drama               | |
| The Intrepid Mr. Twigg                   | Freddie Francis              | Roy Castle, Clovissa Newcombe                                               | Comedy              | Short film |
| Isadora                                  | Karel Reisz                  | Vanessa Redgrave, James Fox                                                 | Biopic              | Redgrave won Best Actress at the 1969 Cannes Film Festival.                                                                                                   |
| Joanna                                   | Michael Sarne                | Geneviève Waïte, Christian Doermer                                          | Drama               | Was due to be entered into the 1968 Cannes Film Festival |
| Journey into Darkness                    | James Hill, Peter Sadsy      | Robert Reed, Jennifer Hilary                                                | Horror              | |
| Journey to Midnight                      | Roy Ward Baker, Alan Gibson  | Sebastian Cabot, Bernard Lee                                                | Mystery             | |
| Last of the Long-haired Boys             | Peter Everett                | Richard Todd, Gillian Raine                                                 | Drama               | |
| The Limbo Line                           | Samuel Gallu                 | Craig Stevens, Kate O'Mara                                                  | Spy drama           | |
| The Lion in Winter                       | Anthony Harvey               | Peter O'Toole, Katharine Hepburn, Anthony Hopkins                           | Historical drama    | Winner of three Academy Awards |
| The Long Day's Dying                     | Peter Collinson              | David Hemmings, Tony Beckley                                                | War                 | |
| Loving Feeling                           | Norman J. Warren             | Simon Brent, Georgina Ward                                                  | Drama               | |
| The Magus                                | Guy Green                    | Michael Caine, Anthony Quinn                                                | Mystery             | |
| Mayerling                                | Terence Young                | Omar Sharif, Catherine Deneuve                                              | Romance/drama       | Based on the Mayerling incident |
| The Mercenaries                          | Jack Cardiff                 | Rod Taylor, Yvette Mimieux                                                  | War                 | |
| A Midsummer Night's Dream                | Peter Hall                   | Derek Godfrey, Ian Holm                                                     | Comedy              | |
| Mrs. Brown, You've Got a Lovely Daughter | Saul Swimmer                 | Stanley Holloway, Peter Noone                                               | Musical             | |
| Negatives                                | Peter Medak                  | Peter McEnery, Diane Cilento                                                | Drama               | |
| Nobody Runs Forever                      | Ralph Thomas                 | Rod Taylor, Christopher Plummer                                             | Thriller            | |
| Oedipus the King                         | Philip Saville               | Christopher Plummer, Lilli Palmer, Orson Welles, Richard Johnson            | Historical drama    | |
| Oliver!                                  | Carol Reed                   | Mark Lester, Ron Moody, Shani Wallis, Oliver Reed, Harry Secombe, Jack Wild | Musical             | Number 77 in the list of BFI Top 100 British films. Winner of six Academy Awards including Best Picture, 2 Golden Globe Awards and a Special Prize at Moscow. |
| Only When I Larf                         | Basil Dearden                | Richard Attenborough, David Hemmings, Alexandra Stewart                     | Comedy              | Based on Len Deighton's novel |
| Otley                                    | Dick Clement                 | Tom Courtenay, Romy Schneider                                               | Comedy/thriller     | |
| Performance                              | Donald Cammell, Nicolas Roeg | Mick Jagger, James Fox                                                      | Drama               | Not released until 1970 |
| Petulia                                  | Richard Lester               | Julie Christie, George C. Scott, Richard Chamberlain                        | Drama               | |
| Praise Marx and Pass the Ammunition      | Maurice Hatton               | John Thaw, Edina Ronay                                                      | Comedy              | [ 2 ] |
| Prudence and the Pill                    | Fielder Cook, Ronald Neame   | Deborah Kerr, David Niven                                                   | Comedy              | |
| Romeo and Juliet                         | Franco Zeffirelli            | Leonard Whiting, Olivia Hussey                                              | Literary drama      | Adaptation of Shakespeare's play |
| Salt and Pepper                          | Richard Donner               | Sammy Davis, Jr., Peter Lawford                                             | Comedy              | |
| School for Sex                           | Pete Walker                  | Derek Aylward, Rose Alba                                                    | Comedy              | |
| The Sea Gull                             | Sidney Lumet                 | James Mason, Vanessa Redgrave                                               | Drama               | Co-production with the US |
| Sebastian                                | David Greene                 | Dirk Bogarde, Susannah York                                                 | Drama               | |
| Secret Ceremony                          | Joseph Losey                 | Elizabeth Taylor, Mia Farrow, Robert Mitchum                                | Drama               | |
| Shalako                                  | Edward Dmytryk               | Sean Connery, Brigitte Bardot                                               | Western             | Filmed in Spain |
| Submarine X-1                            | William Graham               | James Caan, JNorman Bowler                                                  | Thriller            | |
| Subterfuge                               | Peter Graham Scott           | Gene Barry, Joan Collins, Richard Todd                                      | Thriller            | |
| Tell Me Lies                             | Peter Brook                  | Mark Jones, Pauline Munro                                                   | Drama               | |
| The Touchables                           | Robert Freeman               | Judy Huxtable, Kathy Simmonds                                               | Comedy/drama        | |
| Twisted Nerve                            | Roy Boulting                 | Hywel Bennett, Hayley Mills, Billie Whitelaw                                | Thriller            | |
| A Twist of Sand                          | Don Chaffey                  | Richard Johnson, Honor Blackman                                             | Adventure           | |
| Up the Junction                          | Peter Collinson              | Dennis Waterman, Maureen Lipman                                             | Drama               | |
| The Vengeance of She                     | Cliff Owen                   | John Richardson, Olga Schoberová                                            | Fantasy             | |
| Where Eagles Dare                        | Brian G. Hutton              | Richard Burton, Clint Eastwood, Mary Ure                                    | World War II/action | |
| Witchfinder General                      | Michael Reeves               | Vincent Price, Ian Ogilvy, Hilary Dwyer                                     | Horror              | |
| Wonderwall                               | Joe Massot                   | Jack MacGowran, Jane Birkin, Richard Wattis                                 | Drama               | |
| Work Is a Four-Letter Word               | Peter Hall                   | David Warner, Cilla Black                                                   | Comedy              | |
| Yellow Submarine                         | George Dunning               | The Beatles, Paul Angelis, John Clive                                       | Musical/comedy      | |